# مارماهی بنگال
مارماهی بنگال (نام علمی: Anguilla bengalensis) نام یک گونه از تیره مارماهی مهاجر است.